# أندوجر
بلدية أندوجر (بالإسبانية: Andújar أندوخار) هي بلدية تقع في مقاطعة جيان التابعة لمنطقة الأندلس جنوب إسبانيا.

## الديموغرافيا
بلغ عدد سكان بلدية أندوجر 39.095 نسمة عام 2011 (وفقاً للمعهد الوطني للإحصاء الإسباني).
| 37.705 | 38.254 | 37.920 | 38.539 | 38.769 | 39.111 | 39.095 |

## توأمة
لأندوخار اتفاقيات توأمة مع:
- فافارا

## أعلام
- رودولفو خيل بن أمية
- أنطونيو ماريا مارتينيز
- ألفارو سيلفا
- بابلو غونزاليس فيلازكيز